# 테마섹 홀딩스
테마섹 홀딩스(淡馬錫控股公司, Temasek Holdings）는 싱가포르의 투자 회사로서，싱가포르 정부의 재정부가 100% 소유하고 있다。2011년 3월 31일 기준으로, 한 해 순이익은 1.6배 증가한 126.68억 싱가포르 달러이다.

## 개설
1974년 설립되어，싱가포르 정부의 모든 기업 중 가장 지명도가 높다。싱텔, 싱가포르 항공、성전은행, 싱가포르 MRT, 싱가포르 항구, 해황항운, 싱가포르 전력, 길보어 그룹 및 래플스 호텔 등 싱가포르의 가장 중요한 산업들을 대부분 경영하고 있어, 싱가폴 경제에서 중요한 기업이다. 싱가포르의 경제모델이 “국가자본주의”라고 불리는 이유가 바로 이 회사이다.

## 투자 비율
1. 建設銀行 - 6.15%，132.07억 H股
2. 民生银行 - 10%，4억 미국달러
3. 中国银行 - 13.79%，，총 104.8억주，2006년2월 17일 15.2억 미국 달러
4. SC은행(渣打銀行) - 19.11%， 3.695억주
5. 버클리은행(巴克萊銀行) - 2.1%
6. 中信資源 - 11.47%，총 6.94억 주
7. ICICI 7.28%，인도에서 2번째로 큰 상업은행
8. 富敦資金管理公司（Fullerton Fund Management）
9. 豐樹產業私人有限公司
10. 인도네시아 Bank Danamon 69·5%
11. 인도네시아 국제 은행(BII) 56·9%
12. 인도네시아 Permata 은행 64%